# فرودگاه هرینگسدورف
فرودگاه هرینگسدورف (به انگلیسی: Heringsdorf Airport) (به زبان بومی: Flughafen Heringsdorf) یک فرودگاه همگانی با کد یاتا HDF است که یک باند فرود آسفالت دارد و طول باند آن ۲۳۰۵ متر است. این فرودگاه در شهر هرینسگدورف کشور آلمان قرار دارد و در ارتفاع ۲۸ متری از سطح دریا واقع شده‌است.

## شرکت‌های هواپیمایی و مقصدهای پروازی
The following airlines operate regular scheduled and charter flights at Heringsdorf Airport:
| شرکت‌های هواپیمایی                             | مقصدهای پروازی                          |
| --------------------------------------------- | --------------------------------------- |
| آسترین ایرلاینز                               | فصلی: لینز                              |
| یورو وینگز                                    | فصلی: دوسلدورف                          |
| یورو وینگز اجرا توسط جرمن‌وینگز                | فصلی: اشتوتگارت                         |
| جرمنیا                                        | فصلی: دورتموند (آغاز از ۲ سپتامبر ۲۰۱۷) |
| لوفت‌هانزا رجینال اجرا توسط لوفت‌هانزا سیتی‌لاین | فصلی: فرانکفورت                         |
| اسکای‌ورک ایرلاینز                             | فصلی: بازل-مولوز-فرایبورگ اروپا، برن    |

The nearest major international airport is برلین تگل، approx. ۲۰۰ کیلومتر (۱۲۰ مایل) to the south.